# Gare de Novi Beograd
La gare de Novi Beograd (en serbe cyrillique : Железничка станица Нови Београд ; en serbe latin : Železnička stanica Novi Beograd) est une gare située à Belgrade, la capitale de la Serbie. Elle est établie dans le Blok 42 de la municipalité de Novi Beograd, à proximité du centre commercial en plein air (Otvorenog tržnog centra) de Buvljak et près du nouveau pont d'Ada.
La gare de Novi Beograd est située entre la gare de Tošin bunar et la nouvelle gare de Belgrade Centre (Prokop).

## Service des voyageurs

### Desserte
Novi Beogradest une des stations des réseaux Beovoz et BG VOZ. 

### Intermodalité
La gare est située rue Antifašističke borbe et est desservie par la société GSP Beograd. On peut y emprunter les lignes de bus 60 (Zeleni venac – Gare ferroviaire de Novi Beograd), 89 (Vidikovac – Čukarička Padina – Novi Beograd Blok 61), 94 (Novi Beograd Blok 45 – Miljakovac I) et 95 (Novi Beograd Blok 45 – Borča III).
On y trouve aussi les lignes de tramway 7 (Ustanička - Blok 45), 7L (Tašmajdan - Blok 45), 9 (Banjica - Blok 45), 11 (Kalemegdan - Blok 45) et 13 (Blok 45 – Banovo brdo).